# Musée d'histoire locale de Melitopol
Le musée d'histoire locale de Melitopol (en ukrainien : Мелітопольський краєзнавчий музей ) est un musée situé à Melitopol, ville de l'oblast de Zaporijjia, en Ukraine.  Il présente des objets relatifs à l'histoire et à la nature de la région. Le musée est situé dans l'ancien manoir Chernikov, construit en 1913. Il était dirigé en 2022 par Leila Ibragimova.

## Histoire
La collection du musée a commencé en 1900, lorsque le Melitopol Zemstvo a acheté une collection de 180 oiseaux empaillés pour 750 roubles. En 1910, la collection du Zemstvo a été ajoutée à la collection du lycée de Melitopol. Le 1er mai 1921, le musée régional de Melitopol a ouvert un bâtiment rue Dzerzhinsky et le premier directeur du musée était le professeur D. Serdyukov.
Dès 1928, le musée occupait trois petites salles et un couloir. Les trois salles comprenaient des départements sur l'histoire et les sciences naturelles, ainsi que des départements ethnographiques et archéologiques. Bien que le musée ait organisé de nombreuses expositions, le manque d'espace et l'organisation non systématique du matériel du musée, selon le directeur du musée IP Kurylo-Krymchak, ont rendu l'accès difficile à la collection.
Au début des années 1930, Kurylo-Krymchak a lancé de vastes travaux de conservation pour protéger les réserves naturelles de la Pryazovie du Nord de l'emprise à des fins agricoles. Cependant, en janvier 1935, il est limogé du musée et arrêté. Pendant la Seconde Guerre mondiale, il est nommé maire de Melitopol par les Allemands et reprend les travaux du musée, à nouveau en tant que directeur.
En 1967, le musée a déménagé dans l'ancien manoir Chernikov de la rue Karl Marx (aujourd'hui rue Mykhailo Hrushevsky ). À partir de 1971, le directeur du musée était BD Mikhailov. En 1972, la maquette "Assaut par les troupes soviétiques de la ligne Wotan en octobre 1943" est créée au musée.
Le 10 mars 2022, après l'attaque russe contre la ville, la directrice du musée, Leila Ibragimova, a été arrêtée à son domicile par les forces russes et détenue dans un lieu inconnu.  Il a également été signalé que les troupes russes avaient volé une collection d'or scythe, découverte par des archéologues dans les années 1950. Au total, les troupes russes ont pillé au moins 198 objets en or, des armes anciennes rares, des pièces en argent vieilles de plusieurs siècles et des médailles spéciales, a déclaré Ibrahimova,,.

## Bâtiment
Le manoir de trois étages du marchand Ivan Tchernikov a été construit en 1913. Les intérieurs du bâtiment sont richement décorés de stucs artistiques. Ivan Egorovich Chernikov a été élu deux fois président du conseil municipal de Melitopol, de 1891 à 1895 et de 1901 à 1905. Les frères Chernikov possédaient une maison de commerce spécialisée dans l'approvisionnement des manufactures de Melitopol. Au premier étage du manoir de Chernikov, il y avait un magasin vendant des machines à coudre de la société américaine Singer et les deux étages supérieurs de la maison étaient des logements.
En 1917, la famille Tchernikov émigre en France. De juin à octobre 1920, le bâtiment abrita le quartier général du général Wrangel. Dans les années 1920 et 1930, le bâtiment abritait des clubs de travail. Pendant la Seconde Guerre mondiale, le manoir abrita le bureau du commandant allemand, et après la libération de Melitopol, il abrita les comités du parti communiste et du Komsomol. Au rez-de-chaussée de l'immeuble, une caisse d'épargne a fonctionné pendant de nombreuses années. En 1967, les autorités municipales ont transféré le bâtiment au Musée d'histoire locale.

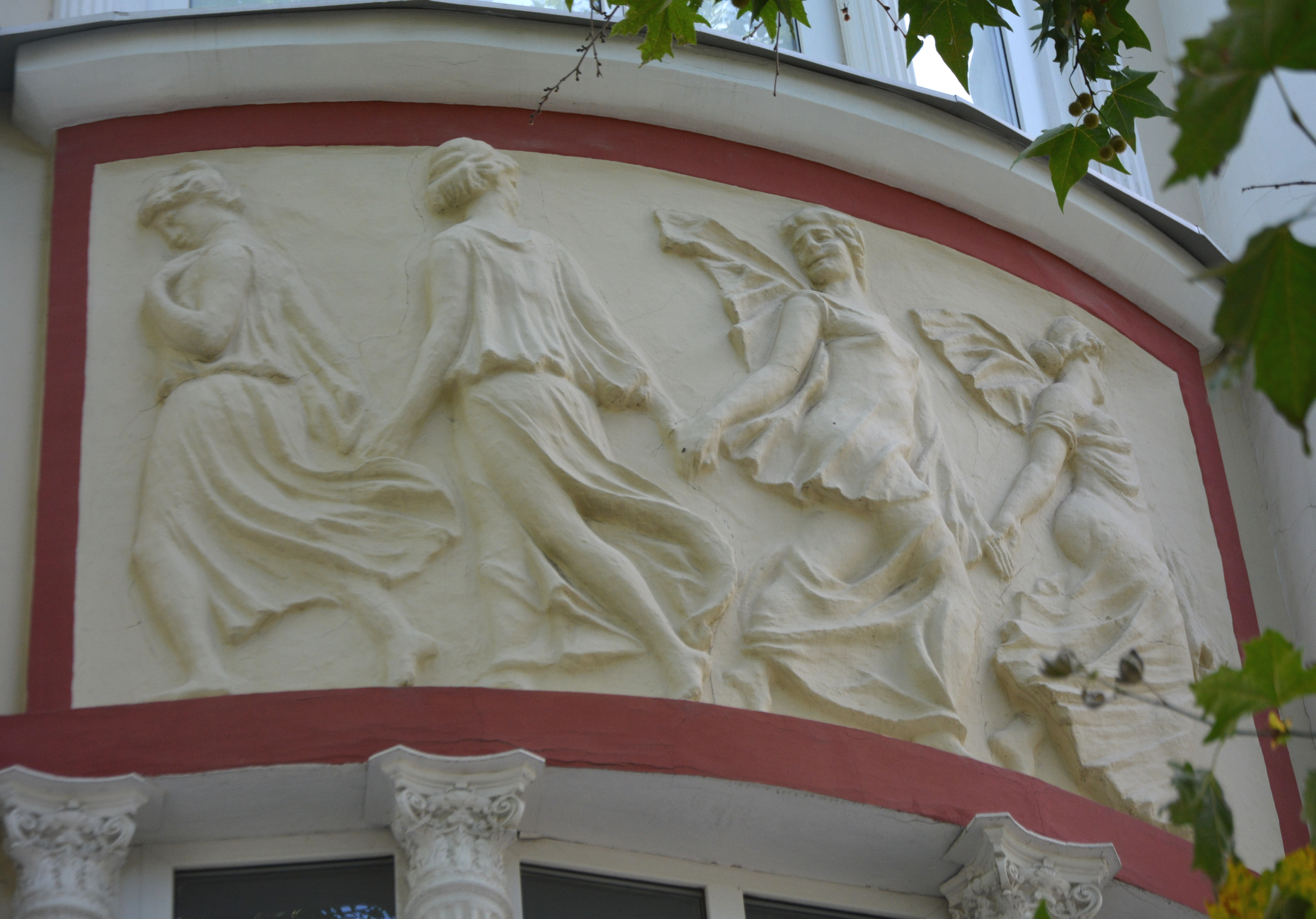
Façade
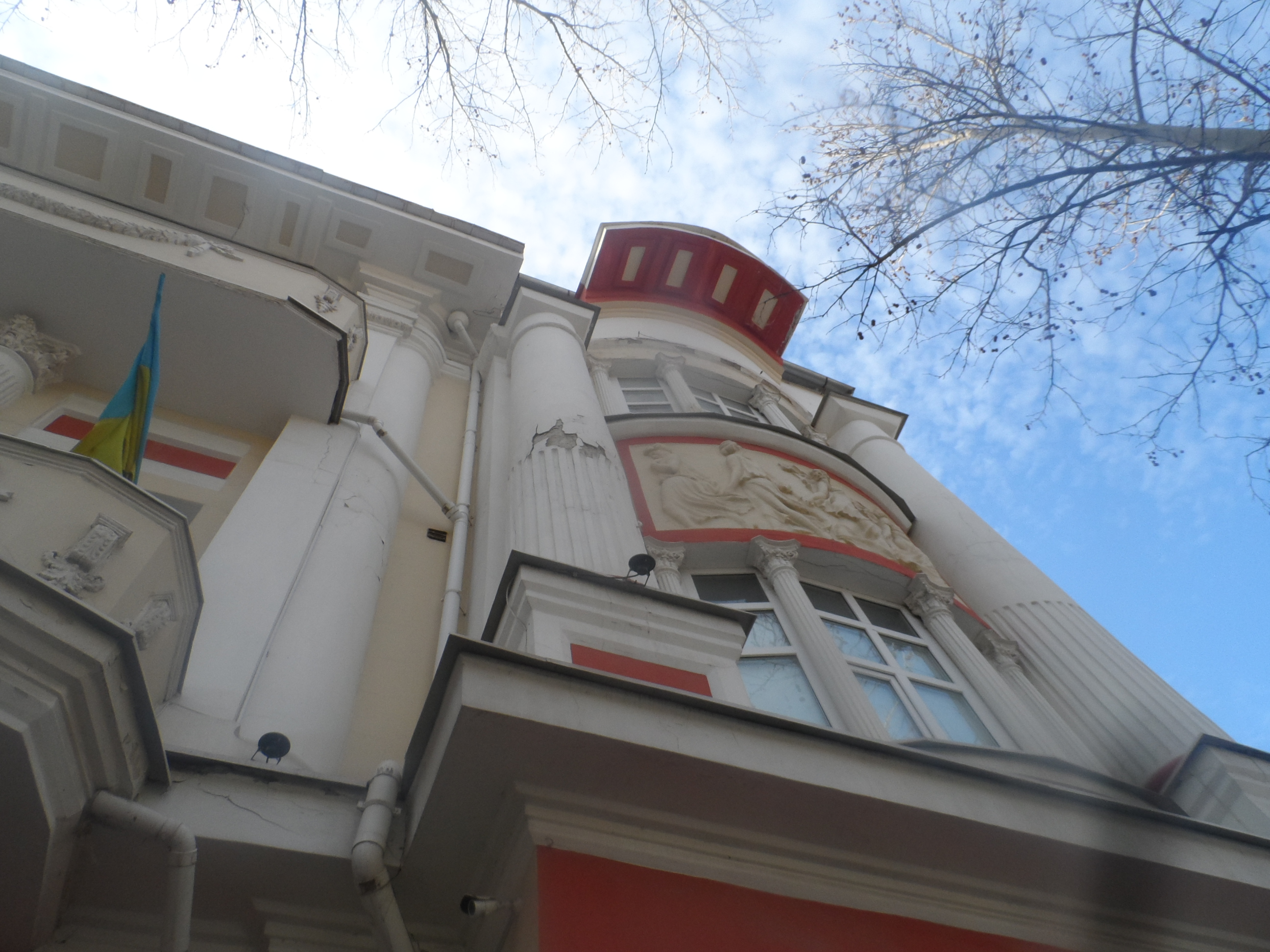
en détails.

## Collections
La collection du musée d'histoire locale de Melitopol comprend environ 60 000 objets. Il abrite une collection unique d'or scythe du IVe siècle av. J.-C., obtenue à la suite des fouilles du kourgane de Melitopol. Le musée possède une collection numismatique, qui comprend des pièces de monnaie, des récompenses et des médailles, des jetons, des sceaux, des insignes et des billets de banque. Une grande partie de la collection a été obtenue en 1986 à la suite de la découverte accidentelle d'une collection de pièces en argent de 1895-1925. La collection de textiles reflète les caractéristiques propres aux différents quartiers de Melitopol. La collection des arts décoratifs comprend des meubles anciens, de la porcelaine et de la poterie. La collection de sciences naturelles comprend des spécimens géologiques, paléontologiques, botaniques, zoologiques et entomologiques.
Le musée possède également une collection de photographies historiques, de livres et de documents qui témoignent des aspects de la vie économique, politique et culturelle de Melitopol. La collection d'art comprend des œuvres de l'artiste Alexander Grigoryevich Tyshler (en), originaire de la ville. Un autre objet important de la collection est la pierre commémorative des Doukhobors, qui a été sculptée au XIXe siècle par des Doukhobors exilés de leur maison près de Melitopol au village de Bogdanovka (Starobogdanovka).
De nombreux objets ont été pillés par des soldats russes lors de l'invasion russe de l'Ukraine en 2022.

## Galerie

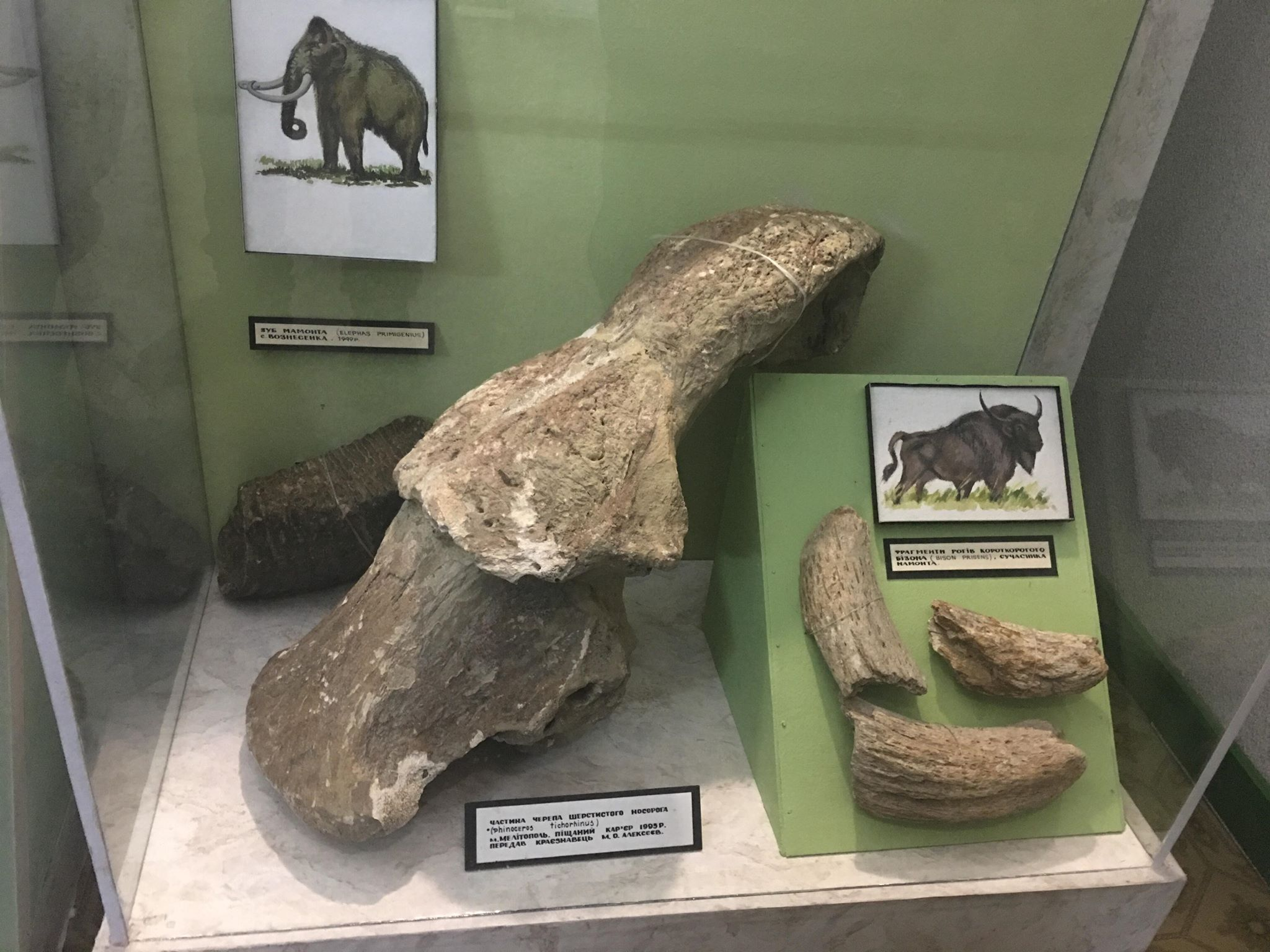
Faune de la période glaciaire.
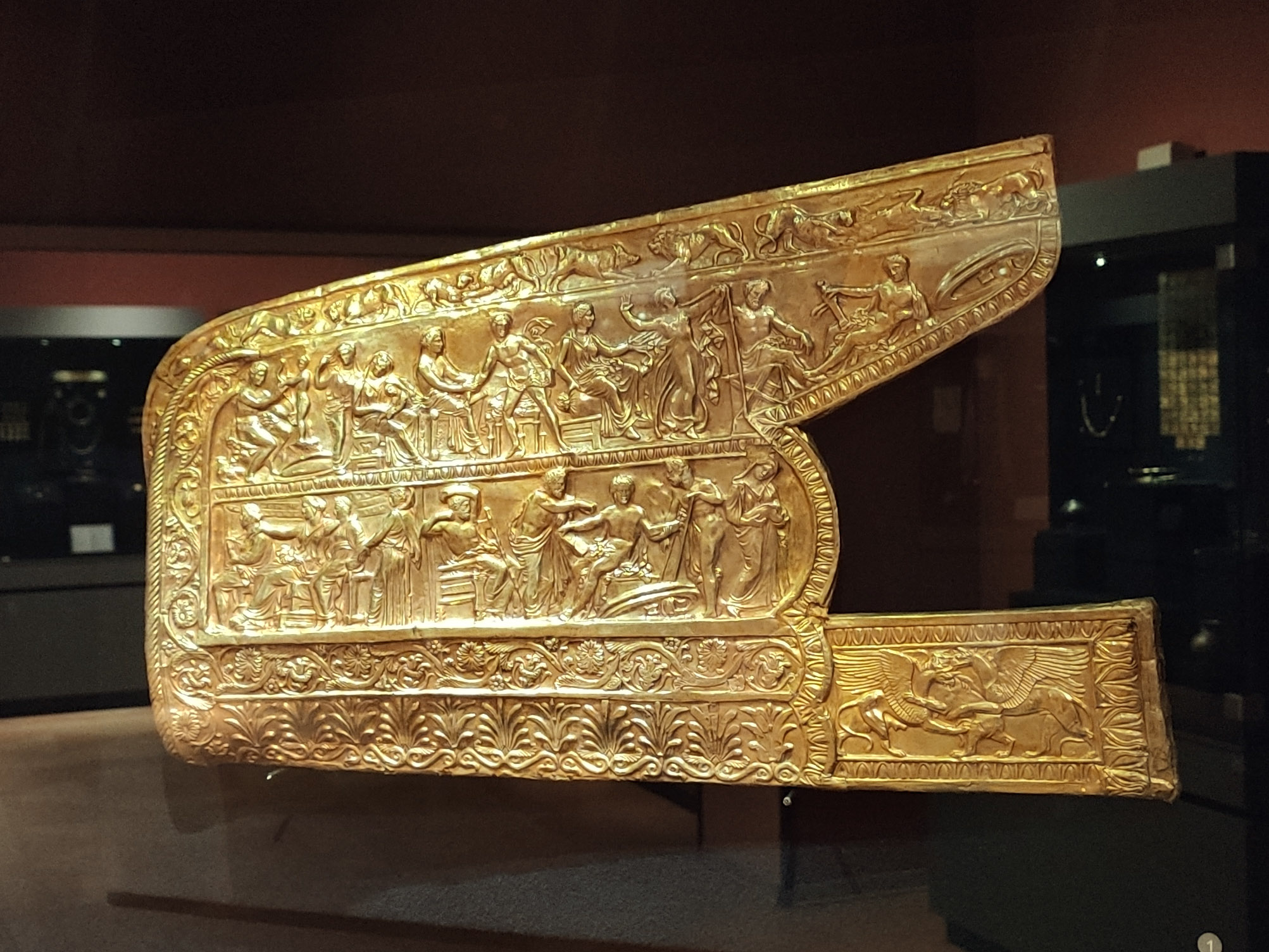
Carquois en or des Scythes.
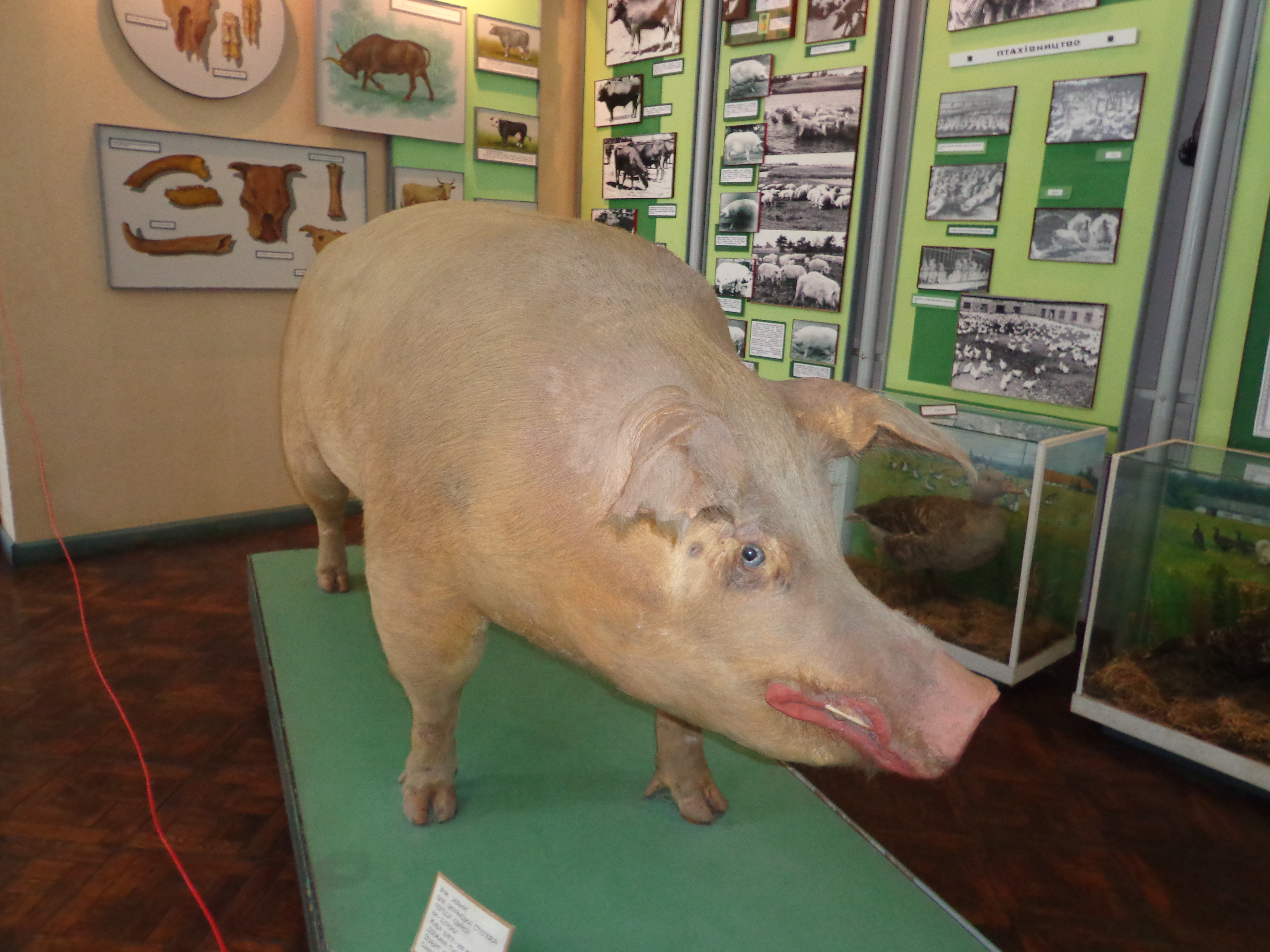
Cochon empaillé.
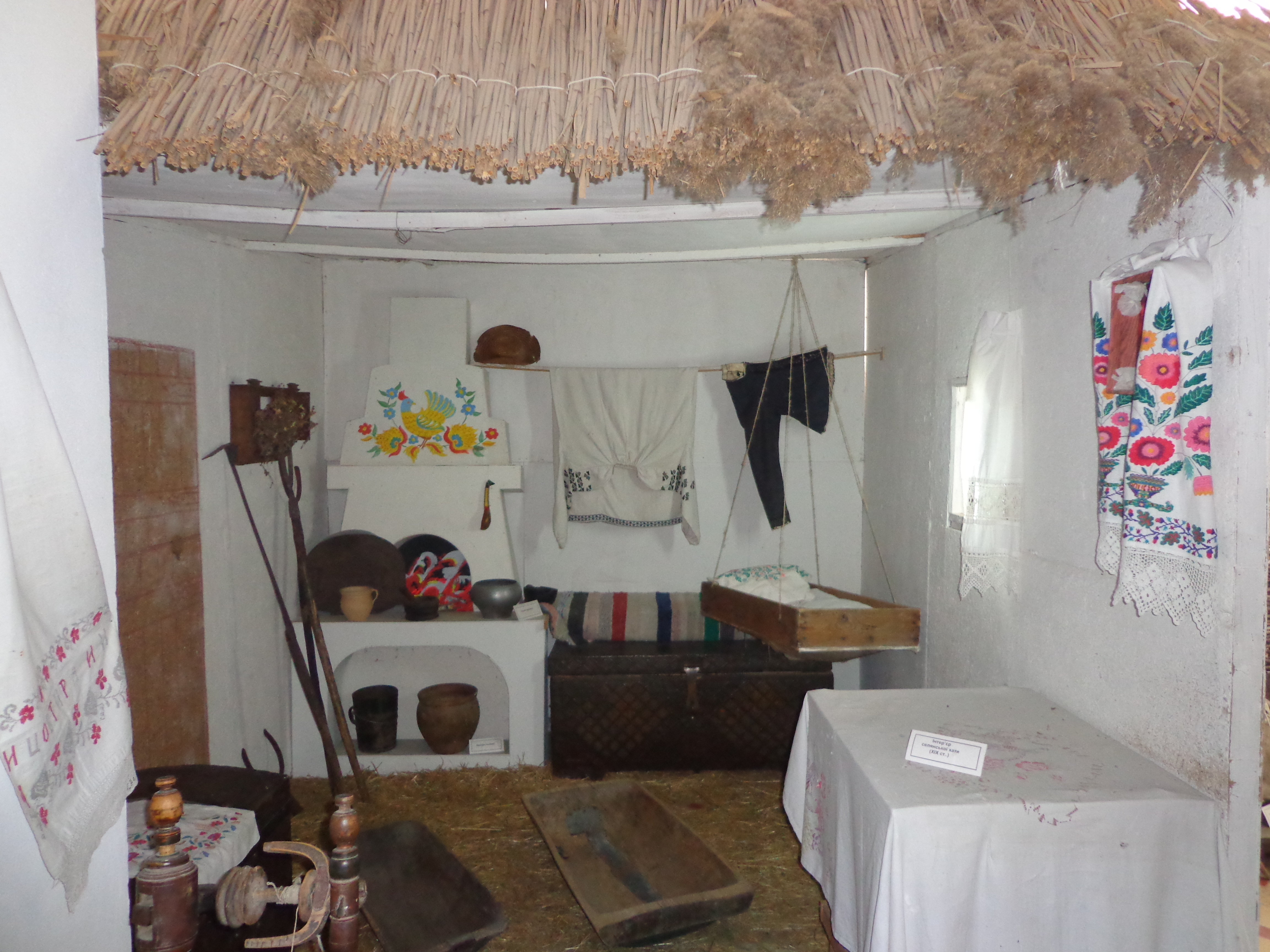
Intérieur ukrainien du XIXe siècle au musée de Melitopol.
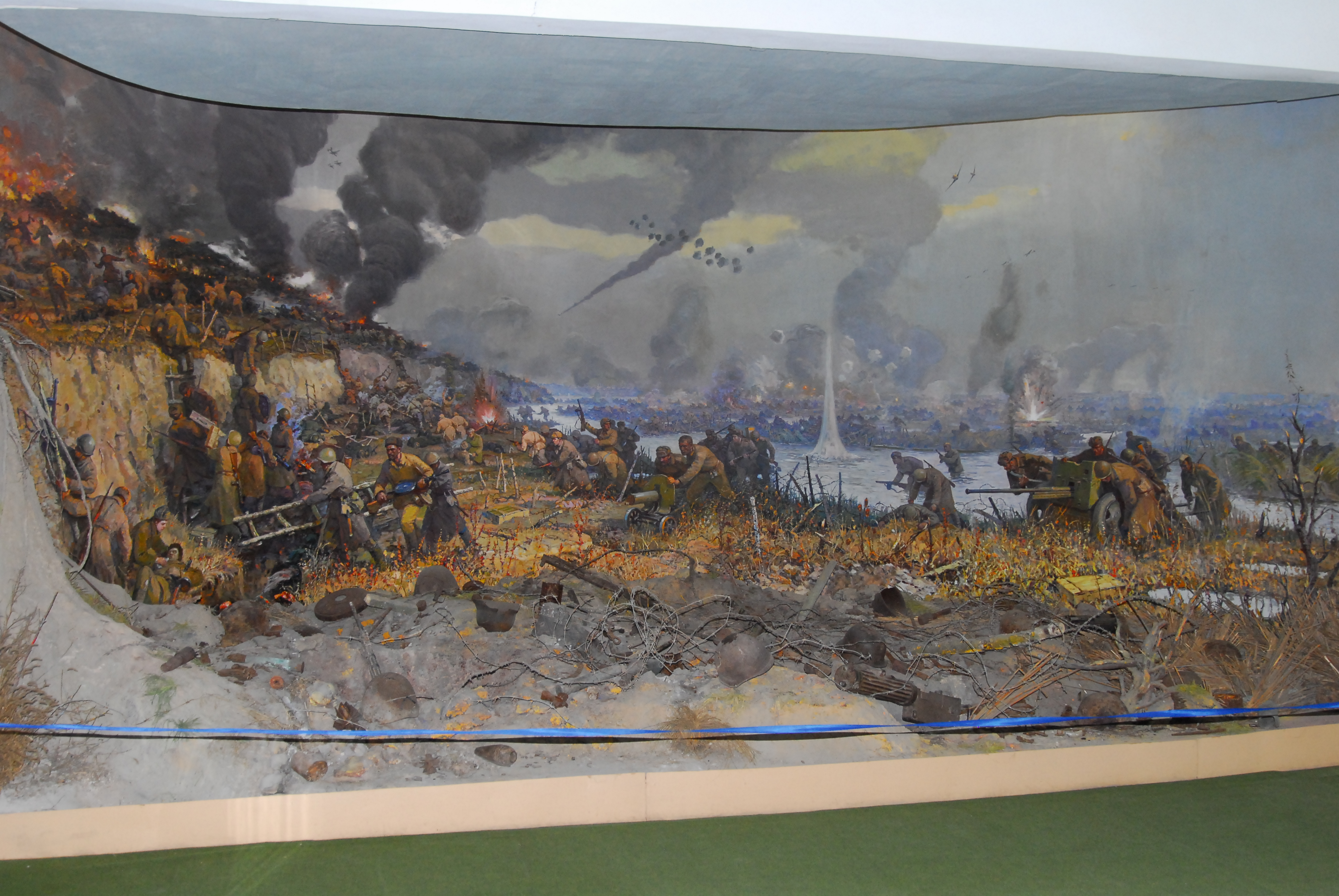
Maquette.